# قلمرو کوروایشی
قلمروی کوروایشی (به ژاپنی: 黒石藩 Kuroishi han) یک هان در ژاپنِ دورهٔ ادو بود. این هان با ولایت موتسو (معادل امروزی: شهر کوروایشی، آئوموری و هیرانای، آئوموری و بخشی از اوتا، گونما، استان آئوموری) در ژاپن مرتبط بود.